# 罗卫红
罗卫红（1965年4月—），浙江临海人，汉族，九三学社社员。中华人民共和国政治人物、第十三届全国人民代表大会浙江地区代表。

## 生平
2018年2月24日，当选为第十三届全国人大代表。